# Họ Rắn trun
Rắn trun (danh pháp khoa học:Cylindrophiidae) là một họ rắn đơn chi gồm Cylindrophis, được tìm thấy ở Châu Á. Đây là các loài rắn đào hang và có những vòng đen trắng xen kẽ trên cơ thể, đây là một loài rắn hoàn toàn không có độc. Hiện họ này có 8 loài được công nhận, không có phân loài.